# TK Elevator
TK Elevator (nom de marque « TKE », anciennement ThyssenKrupp Elevator) est un fabricant et fournisseurs de services d'ascenseurs. Le siège social de la société est à Essen en Allemagne. L'administration principale se trouve à Düsseldorf.

## Historique

### Origines de la société
L'origine de l'entreprise remonte à un atelier fondé en 1865 par le maître serrurier Heinrich Conrad Ernst Eggers à Hambourg, qui est repris par Rheinstahl en 1952 sous le nom de Stahlbau Eggers. En 1955, la société Eggers rachète l'entreprise hambourgeoise d'ascenseurs et d'escaliers mécaniques Kehrhahn, fondée en 1882 sous le nom de Werkzeugmaschinenfabrik Wimmel & Landgraf, et opère depuis 1957 sous le nom de Rheinstahl Eggers-Kehrhahn GmbH. En 1973, la division ascenseurs de la société R. Stahl AG de Stuttgart est intégrée à Rheinstahl Eggers-Kehrhahn et un nouveau grand site de production est construit la même année à Neuhausen auf den Fildern, près de Stuttgart. À la suite du rachat de Rheinstahl par August Thyssen-Hütte, le nom de l'entreprise devient Thyssen Aufzüge GmbH en 1974, puis finalement ThyssenKrupp Elevator AG en 1999, à la suite de la fusion avec Friedrich Krupp AG.

### Développement dans les années 1980-2000
En 2007, la Commission européenne inflige une amende de 992 millions d'euros à cinq grands fabricants d'ascenseurs, dont ThyssenKrupp Elevator. Les entreprises s'étaient entendues sur les prix et avaient ainsi enfreint le droit de la concurrence. ThyssenKrupp Elevator doit ainsi payer 479,7 millions d'euros, Otis 225 millions, Kone 142 millions, Schindler 143,7 millions et une filiale de Mitsubishi 1,8 million d'euros, ce qui représente alors l'amende la plus élevée infligée par la Commission européenne[Pas dans la source].

Une tour d'essai, d'une hauteur de 248 mètres, est inaugurée en Chine en mars 2018.

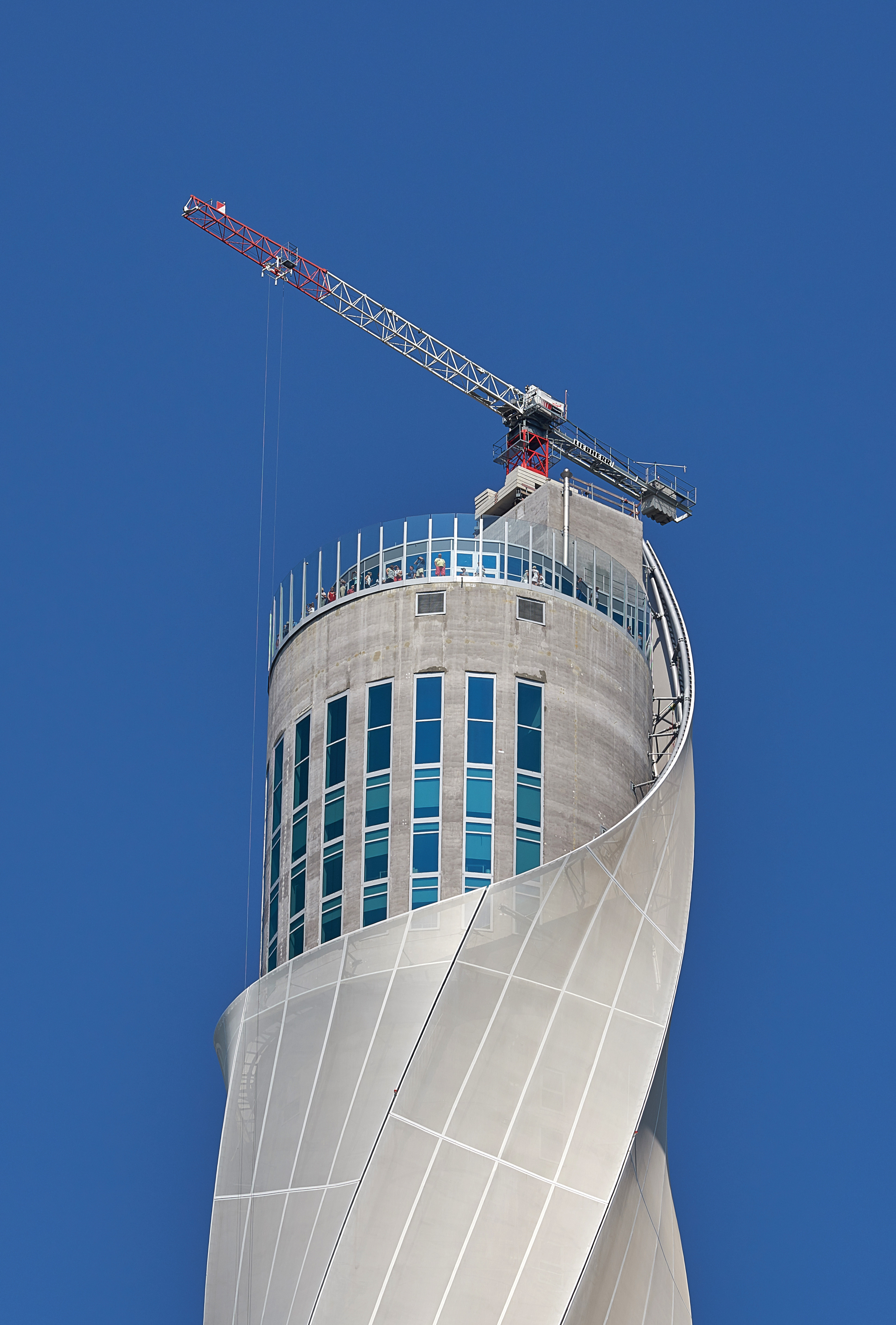
Tour d'essai de ThyssenKrupp

Le 27 février 2020, ThyssenKrupp vend sa division ascenseurs pour 17,2 milliards d'euros à un consortium composé d'Advent International, de Cinven et de la fondation RAG,,. Le 25 février 2021, le changement de nom de l'entreprise en TK Elevator et la création de la marque globale TKE sont annoncés.

## Organisation et performances financières
Au cours de l'exercice 2019-2020, TK Elevator réalisé un chiffre d'affaires annuel d'environ 8 milliards d'euros et emploie plus de 50 000 personnes dans le monde,.

## Produits et références
TK Elevator développe trois nouvelles technologies d'ascenseurs. Il s'agit de TWIN, un ascenseur doté de deux cabines fonctionnant indépendamment dans une seule gaine. Un autre ascenseur, MULTI, fonctionne sans câble et se déplace latéralement pour les grands immeubles,.
Enfin, le groupe a développé un ascenseur numérique en collaboration avec Microsoft et Nvidia, EOX, alimenté intégralement par l’électricité d'origine renouvelable.

TK Elevator a installé des ascenseurs pour de nombreux monuments et bâtiments importants, dont la Tour Trinity, la Tour D2 et la Tour Majunga en France.

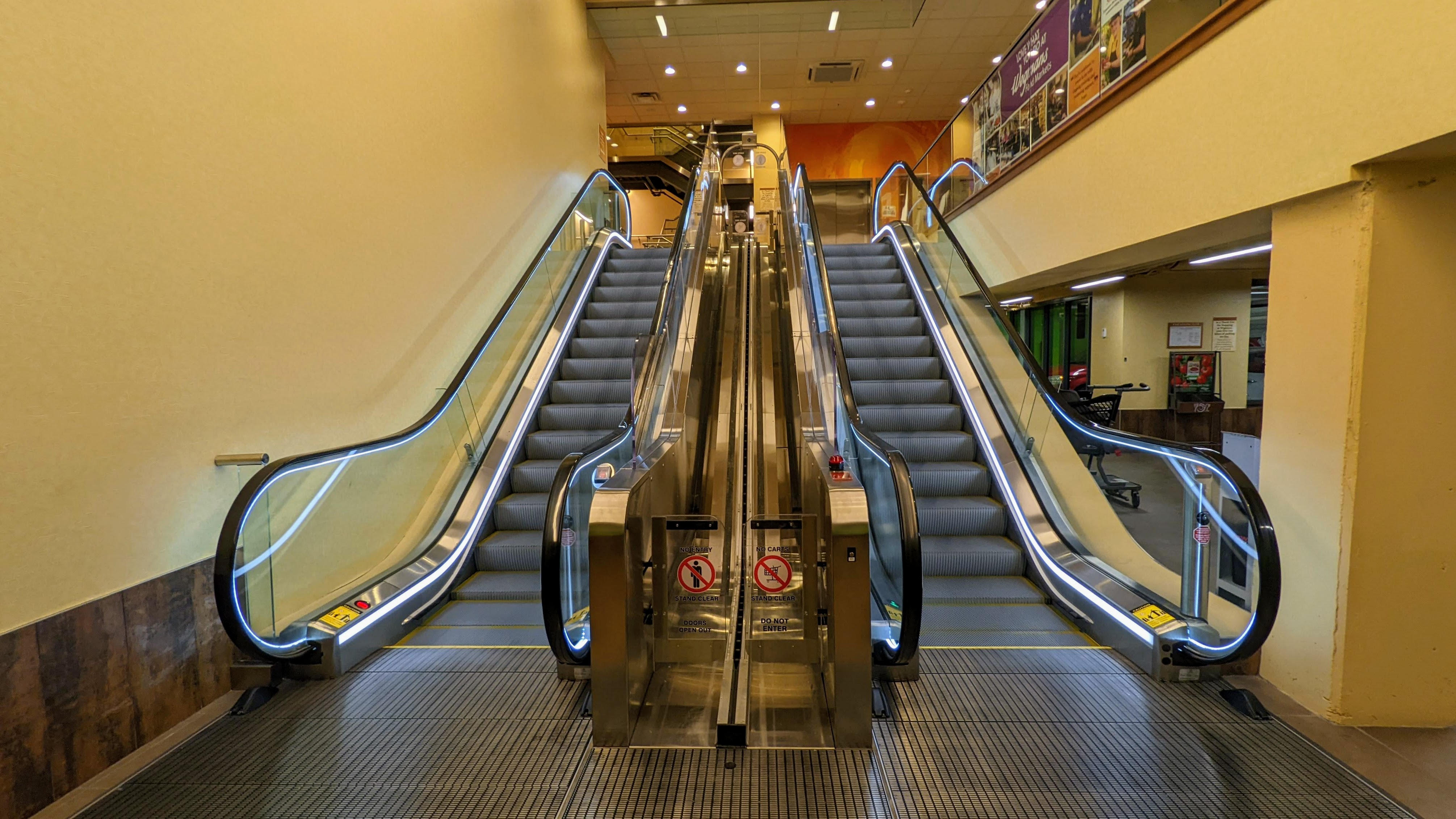
Escalator TK Elevator en Virginie aux États-Unis